# Eriejsko jezero
Eriejsko jezero (angleško Lake Erie) je jezero iz skupine Velikih jezer v Severni Ameriki, ki leži na meji med Združenimi državami Amerike in Kanado. Je po prostornini najmanjše in najplitvejše od Velikih jezer, po površini pa je drugo najmanjše za Ontarijskim jezerom. Glavni pritok je reka Detroit, ki prinaša vodo iz Huronskega jezera, na vzhodni konici pa se izliva reka Niagara, ki teče proti severu v Ontarijsko jezero.
Zaradi majhne globine, ki v povprečju znaša le 19 metrov, se spomladi hitro segreje, pozimi pa zamrzne prej kot ostala Velika jezera. Predvsem južne obale so znane po rodovitni prsti, tu je razširjeno intenzivno kmetijstvo, ki ga spremlja gosta poselitev – v povodju je sedemnajst metropolitanskih območij s po več kot 50.000 prebivalci, od katerih je največje mesto Cleveland. Severni del pripada kanadski provinci Ontario, južnega pa si delijo ameriške zvezne države Michigan, Ohio, Pensilvanija in New York. Ima tudi ključen pomen kot transportna pot za surovine, ki jih predelujejo v industrijskih središčih tega dela regije. Neprehodne Niagarske slapove na reki Niagara so leta 1932 obšli z izgradnjo Wellandovega prekopa, skozi čigar zapornice lahko plujejo ladje razreda seawaymax. Zgodovinsko je pomemben tudi precej ožji Eriejski prekop, ki predstavlja povezavo z reko Hudson in prek nje z Atlantskim oceanom pri New Yorku.
Močno onesnaževanje iz kmetijskih in urbanih območij je že v 1950. letih vodilo do evtrofikacije in množičnega cvetenja voda, zaradi česar so v zadnjih desetletjih izvajali obsežne programe izboljšanja kakovosti vode in omejevanja onesnaževanja, ki so privedli do občutnega izboljšanja stanja, kljub temu pa še vedno občasno prihaja do množičnih pomorov rib in drugih težav.